# رودخانه پتروس
رودخانه پتروس (به انگلیسی: Pétrusse) رودخانه‌ای است که در لوکزامبورگ جریان دارد.